# Saveljevia curvidens
Saveljevia curvidens är en rundmaskart som beskrevs av Nikolai Nikolaievich Filipjev 1927. Saveljevia curvidens ingår i släktet Saveljevia och familjen Enoplidae. Inga underarter finns listade i Catalogue of Life.